# مادوان (فسارود)
مادوان (بالفارسية: مادوان) هي قرية تقع في إيران في البلدة المركزية. يقدر عدد سكانها بـ 1,724 نسمة .